# Saurita angusta
Saurita angusta är en fjärilsart som beskrevs av Butler 1876. Saurita angusta ingår i släktet Saurita och familjen björnspinnare. Inga underarter finns listade.